# Asesinato de Kandee Martin
Kandee Louise Martin (Branchville, Carolina del Sur; 2 de octubre de 1979-condado de Dorchester, Carolina del Sur; 16 de febrero de 2001) fue una mujer estadounidense asesinada a tiros por un conocido de la escuela secundaria. Este metió su cuerpo en el maletero de su coche y le prendió fuego, quemándose. Su asesino, Marion Bowman Jr. (6 de junio de 1980-31 de enero de 2025), fue arrestado y acusado de asesinato e incendio provocado.
Bowman, quien mató a Martin por un asunto económico, fue declarado culpable de ambos cargos y condenado a muerte por el asesinato de Martin, mientras que recibió una pena de diez años de prisión por el otro cargo de incendio provocado en tercer grado. Bowman, quien desde entonces había perdido sus apelaciones contra la pena de muerte, estuvo encarcelado en el corredor de la muerte de la Institución Correccional Broad River hasta el momento de su ejecución, ocurrida por inyección letal el 31 de enero de 2025.

## Asesinato
El 17 de febrero de 2001, el cadáver carbonizado de Kandee Louise Martin, de 21 años, fue hallado dentro del maletero de su coche incendiado en el condado de Dorchester de Carolina del Sur.
Según fuentes judiciales, el día anterior, Marion Bowman Jr., de 20 años, residente desde hacía mucho tiempo en Branchville estaba con su hermana cuando se encontró con Martin y su grupo de amigos. Bowman había salido de prisión y de un programa de entrenamiento militar tras cumplir una condena de dos años de cárcel y 30 días por dos delitos de robo en tercer grado y hurto menor a finales de la década de 1990. Según se informa, Bowman pidió a su hermana que detuviera el vehículo porque quería hablar con Martin, a quien conocía del instituto. Según la hermana de Bowman, él le pidió a Martin que le devolviera algo de dinero y, cuando Martin le dijo que esperara hasta que terminara su conversación, Bowman dijo que «esa zorra estaría muerta al anochecer».
Esa noche, Martin condujo hasta una casa donde Bowman y sus amigos habían estado bebiendo. Bowman y su primo James Tywan Gadson se subieron a su coche y se dirigieron juntos a un lugar apartado que Bowman le indicó. Según Gadson, oyó a Bowman decirle que quería matar a Martin cuando salieron del coche y, mientras seguían a Martin, Bowman sacó una pistola y disparó tres tiros. Según se informa, Martin se abalanzó sobre Bowman y le suplicó que le perdonara la vida, ya que tenía un hijo que cuidar. Haciendo caso omiso de las súplicas de Martin, Bowman disparó dos veces y mató a Martin. A continuación, arrastró su cuerpo hasta el bosque cercano.
Después de asesinar a Martin, Bowman amenazó a Gadson para que no le dijera a nadie que la había matado, a pesar de que había presumido del asesinato ante otras personas (incluido Hiram Johnson), y más tarde condujo el auto de Martin de vuelta a la ciudad. Más tarde intentó vender el coche en el club, pero no lo consiguió, y lo condujo con otras personas durante la noche. Después de esto, Bowman pidió ayuda a otro amigo, Travis Felder, para llevar el coche de vuelta al lugar del asesinato. Tras aparcar, sacó el cadáver de Martin de un bosque cercano y lo metió en el maletero, antes de prender fuego al vehículo. Mientras lo quemaba, Bowman le contó a Felder que había asesinado a Martin. Después de esto, ambos huyeron del lugar.

## Autoría
En junio de 2001, Marion Bowman Jr., nacido en Branchville (Carolina del Sur) el 6 de junio de 1980, fue acusado formalmente por un gran jurado de un cargo de asesinato y otro de incendio premeditado en tercer grado. El delito de asesinato conlleva la pena de muerte según la legislación del estado de Carolina del Sur.
El 17 de mayo de 2002, Bowman fue juzgado oficialmente ante un jurado de St. George, en el condado de Dorchester, por los dos cargos de incendio premeditado y asesinato. La acusación fue dirigida por Walter Bailey, fiscal del Primer Circuito. Bowman estuvo representado por Norbert Cummings Jr. y Marva Hardee-Thomas durante el juicio, y durante el proceso, la defensa argumentó que no se debía confiar en el testimonio de Gadson, ya que él y los demás implicados en el caso habían aceptado acuerdos de conformidad y tenía motivos para señalar a Bowman como el autor de los disparos, y también argumentó que los investigadores podrían haber colocado el arma para incriminar aún más a Bowman como el asesino.
El 24 de mayo de 2002, tras tres horas de deliberación, el jurado declaró a Bowman culpable de asesinato y incendio premeditado en ambos casos. La defensa solicitó la cadena perpetua para Bowman, alegando como circunstancia atenuante que Bowman había crecido en un entorno familiar disfuncional, con antecedentes de alcoholismo grave en la familia de su madre, y que él mismo había comenzado a abusar del alcohol a los diez años e incluso había traficado con drogas a los 14. Sin embargo, la fiscalía solicitó la pena de muerte en relación con las circunstancias agravantes y la gravedad de los delitos.
El mismo día de su condena, Bowman fue sentenciado a muerte después de que el jurado recomendara por unanimidad la pena capital por el cargo de asesinato. Bowman también fue condenado a diez años de prisión por el otro cargo de incendio premeditado en tercer grado.
Tanto Travis Felder como James Gadson también fueron juzgados por cargos menores en relación con el asesinato de Martin, después de que ambos llegaran a acuerdos con la fiscalía. Felder fue condenado a tres años de prisión, suspendidos por tres años de libertad condicional, por complicidad tras el asesinato, mientras que Gadson fue condenado a 20 años de cárcel por encubrimiento de un delito grave y complicidad tras el asesinato.

## Proceso penal
Tras ser condenado a muerte, Marion Bowman Jr. recurrió ante el Tribunal Supremo de Carolina del Sur contra su sentencia de muerte. El 28 de noviembre de 2005, el Tribunal Supremo de Carolina del Sur desestimó el recurso directo de Bowman. El 10 de enero de 2018, el máximo órgano estatal volvía a desestimar una nueva apelación de Bowman.
El 26 de marzo de 2020, el juez federal Terry L. Wooten, del Tribunal Federal de Distrito para el Distrito de Carolina del Sur, rechazó la apelación de Bowman y confirmó tanto su condena como su sentencia. En la apelación, su nuevo equipo legal argumentó que era inocente y que su condena se debía a la ineficacia de su abogado, que no refutó el testimonio de Gadson, quien llegó a un acuerdo con la fiscalía antes de prestar testimonio y fue amenazado con la pena de muerte, lo que supuso una violación de las enmiendas sexta (derechos del acusado), octava (fianzas y multas excesivas; castigos crueles e inusuales) y decimocuarta (debido proceso estatal) de la Constitución de los Estados Unidos. De hecho, según se informa, Gadson había prestado testimonios incoherentes y se alegó que uno de los testigos del juicio había confesado ser el verdadero asesino, pero no Bowman. Estos argumentos fueron finalmente rechazados.
El 16 de agosto de 2022, el Tribunal de Apelación del Cuarto Circuito rechazó la apelación de Bowman contra la pena de muerte. Finalmente, el Tribunal Supremo de los Estados Unidos rechazó la última apelación de Bowman y confirmó su sentencia de muerte.
En 2022, Bowman era uno de los al menos 35 hombres que permanecían encarcelados en el corredor de la muerte en Carolina del Sur. El número acabó reduciéndose a 32 tras la conmutación de la pena de muerte del asesino en serie Quincy Allen por cadena perpetua y la conmutación de las penas de otros dos condenados o su fallecimiento por causas naturales mientras se encontraban en el corredor de la muerte.

## Programación de la pena capital
Tras perder su recurso legal en 2024, Marion Bowman Jr. permaneció en el corredor de la muerte por el asesinato de Kandee Martin hasta su ejecución en 2025. El 28 de agosto de 2024, se dictó una orden judicial que permitía al estado llevar a cabo un total de seis ejecuciones durante el año siguiente, con un intervalo de cinco semanas entre cada una de ellas.
Los otros cinco reclusos que figuraban en la lista eran Freddie Eugene Owens, Richard Bernard Moore, Brad Sigmon, Steven Bixby y Mikal Mahdi. Owens y Moore, condenados en 1999 y 2001 respectivamente, fueron los dos primeros de los seis en ser ejecutados, el 20 de septiembre y el 1 de noviembre de 2024, respectivamente.
Tras las ejecuciones de Owens y Moore, se esperaba que Bowman fuera el siguiente condenado a muerte en ser ejecutado, ya que su sentencia de muerte se dictó en 2002. Dado que Moore fue ejecutado el 1 de noviembre de 2024, se especuló con que Bowman lo fuera cinco semanas después, el 6 de diciembre de 2024, y que la orden de ejecución se dictaría el 8 de noviembre de ese año, que era viernes, día en el que el estado solía dictar las órdenes de ejecución. Sin embargo, la fecha de ejecución no se fijó aquella jornada.
El 11 de noviembre de 2024, se informó de que Bowman y los tres reclusos condenados restantes que figuraban en la lista de ejecuciones habían presentado un recurso, en el que pedían al estado que no los ejecutara durante el periodo de vacaciones de invierno y que aplazara sus ejecuciones hasta después de Navidad y Año Nuevo. Aunque el estado refutó ante el tribunal que no era nuevo que el estado ejecutara a condenados a muerte durante las vacaciones de invierno, incluyendo cinco entre el 4 de diciembre de 1998 y el 8 de enero de 1999, los abogados defensores presentaron una declaración ante el tribunal:

«Seis ejecuciones consecutivas sin prácticamente ningún respiro supondrán un coste considerable para todos los involucrados, especialmente en una época del año tan importante para las familias».

El 14 de noviembre de 2024, el Tribunal Supremo de Carolina del Sur concedió a los reclusos un respiro temporal, acordando no autorizar ninguna nueva orden de ejecución hasta al menos el 3 de enero de 2025.
Con este acuerdo, Bowman y los otros tres presos condenados a muerte vieron aplazadas sus posibles fechas de ejecución hasta 2025. El 3 de enero de 2025, el Tribunal Supremo de Carolina del Sur firmó la orden de ejecución de Bowman, fijando su fecha de ejecución para el siguiente 31 de enero. Bowman tuvo la oportunidad de elegir cualquiera de los tres métodos de ejecución para llevar a cabo su sentencia de muerte: silla eléctrica, inyección letal o fusilamiento, y se le dio como fecha límite el 17 de enero de 2025. Ese día Bowman eligió ser ejecutado mediante inyección letal.
En un artículo exclusivo de The Guardian, el abogado de Bowman reveló que, tras la entrada en vigor de la orden judicial relativa al calendario de ejecución de Bowman en agosto de 2024, este fue sometido a un régimen de aislamiento las 24 horas del día bajo vigilancia de muerte, lo que suponía un aumento de la vigilancia durante los últimos meses antes de la ejecución definitiva del recluso. Los abogados de Bowman criticaron las condiciones del corredor de la muerte para los reclusos que se enfrentan a una ejecución inminente como «inhumanas», ya que privaban a estos reclusos de varios derechos básicos, como comer en una zona común con otros reclusos y participar en actividades recreativas en grupo. Aparte de esto, antes de la vigilancia por pena de muerte, se dice que Bowman pasaba su tiempo en el corredor de la muerte escribiendo poesía y continuaba en contacto con sus amigos y familiares (incluida una nieta). Según se informa, Bowman también dedicaba su tiempo a establecer vínculos con los demás reclusos a través de estudios bíblicos, grupos de oración y juegos. Según el artículo, Bowman tenía una estrecha amistad con Richard Moore, que era como una figura paterna para él. Mientras Bowman estaba en el corredor de la muerte, Moore, que finalmente fue ejecutado el 1 de noviembre de 2024, le enseñó a sobrellevar el peso de la detención, le enseñó a leer y a jugar al ajedrez, y le aconsejó que se centrara en no estresarse por cosas que escapaban a su control.
En respuesta a la ejecución programada de Bowman, la familia de Kandee Martin declaró que no asistiría a la ejecución, pero que la consideraba un acto de justicia y un cierre después de 24 años desde que perdieron a Martin. Afirmaron que Martin no tuvo la oportunidad de pasar tiempo con su hijo (que tenía dos años cuando ella murió) ni de ser abuela, a diferencia de Bowman, que tuvo 24 años para seguir en contacto con su propia familia (incluidas su hija y su nieta) desde la cárcel, y la familia creía que Bowman era realmente el verdadero asesino, rechazando sus alegaciones de inocencia.

## Apelaciones
El 17 de diciembre de 2024, mientras su sentencia de muerte aún estaba pendiente ante los tribunales, Marion Bowman Jr. apeló para anular su condena alegando mala conducta por parte de la fiscalía.
Bowman alegó que no había tenido un juicio justo debido a que la fiscalía no había revelado ciertas pruebas clave durante el juicio, entre ellas los problemas psicológicos y una posible confesión de uno de los testigos, así como los cargos penales que pesaban sobre otro testigo, lo que había obstaculizado el derecho de Bowman a un juicio justo e imparcial y había suscitado dudas sobre la validez de su condena y su sentencia. También se alegó que los abogados defensores de Bowman mostraron una simpatía manifiesta hacia la víctima, Kandee Martin, que era blanca, mientras que no defendieron adecuadamente a Bowman, que era afroamericano, y que el racismo influyó en su condena, que los abogados de Bowman trataron de revocar en favor de una nueva vista.
Aparte de sus argumentos sobre un juicio injusto, Bowman también solicitó que su pena de muerte se conmutara por cadena perpetua sin posibilidad de libertad condicional. El abogado de Bowman presentó declaraciones juradas de varias antiguas enfermeras y miembros del personal del corredor de la muerte, que lo describieron como un gigante gentil con una habilidad especial para ayudar a los reclusos con problemas de salud mental a colaborar con los psicólogos y a seguir sus regímenes de medicación. Además, Bowman ejerció durante muchos años como enlace oficial entre los reclusos condenados a muerte y las autoridades penitenciarias.
En una declaración pública el 2 de enero de 2025, Bowman afirmó que había mantenido relaciones sexuales con Martin y le había vendido drogas, pero siguió afirmando que nunca la había matado. La declaración se publicó un día antes de que el Tribunal Supremo de Carolina del Sur fijara la fecha de ejecución de Bowman para el 31 de enero de ese año.
El 8 de enero de 2025, Bowman solicitó el aplazamiento de la fecha de su ejecución hasta que se resolviera por completo su recurso por violaciones constitucionales en su juicio. Días más tarde, el 17 de enero, el Tribunal Supremo de Carolina del Sur denegó el recurso de Bowman.
En otra apelación presentada el 23 de enero de 2025, Bowman solicitó más información sobre el pentobarbital utilizado para las ejecuciones por inyección letal en Carolina del Sur. Expresó su preocupación por que la ejecución por inyección letal en su caso no saliera bien, citando los resultados de la autopsia de Richard Bernard Moore, quien también fue ejecutado por inyección letal el 1 de noviembre de 2024. El informe reveló que se encontró líquido en los pulmones, lo que indicaba que Moore «experimentó conscientemente sensaciones de ahogamiento y asfixia durante los 23 minutos que tardó en producirse su muerte». Además, se reveló que a Moore se le administraron dos dosis elevadas de pentobarbital con 11 minutos de diferencia, y Bowman afirmó que necesitaba más información y explicaciones sobre este hecho. Sin embargo, un anestesista afirmó que era habitual encontrar líquido en los pulmones de los presos ejecutados (concretamente los que recibían la inyección letal), y los fiscales del estado también señalaron que Bowman podría haber optado por la silla eléctrica o el pelotón de fusilamiento si realmente le preocupaban las implicaciones de la inyección letal.
La jueza federal Jacquelyn D. Austin escuchó la apelación y la desestimó el 28 de enero de 2025, afirmando que Bowman no tenía derecho a un mayor acceso a la información sobre los fármacos previstos para su ejecución mediante inyección letal, y declaró que si Bowman seguía albergando dudas sobre la eficacia de los fármacos de la inyección letal, aún podía optar por ser ejecutado por un pelotón de fusilamiento o en la silla eléctrica.
El 30 de enero de 2025, víspera de la inminente ejecución de Bowman, el Tribunal Supremo de los Estados Unidos desestimó la última apelación de Bowman y, ese mismo día, el preso emitió un comunicado a través de su abogado en el que afirmaba que no solicitaría el indulto al gobernador de Carolina del Sur, Henry McMaster, alegando que prefería no pasar el resto de su vida en prisión por un delito que, según él, nunca había cometido. Por otro lado, la familia de Bowman solicitó clemencia al gobernador, quien tenía la prerrogativa exclusiva de conmutar la pena de muerte de Bowman por cadena perpetua si aceptaba la petición de clemencia. Finalmente, la pena de muerte de Bowman no fue conmutada.

## Ejecución
El 31 de enero de 2025, Marion Bowman Jr., de 44 años, fue ejecutado mediante inyección letal en la Institución Correccional Broad River. Tras recibir una dosis letal de pentobarbital, Bowman fue declarado muerto a las 18:27 horas.
Bowman fue la primera persona condenada a muerte tanto en Carolina del Sur como en todo Estados Unidos en ser ejecutada en el año 2025. Antes de que se llevara a cabo su sentencia de muerte, Bowman pidió como última comida camarones fritos, pescado, ostras, alitas y tiras de pollo, aros de cebolla, pudín de plátano y pastel de chocolate alemán, además de zumo de piña y zumo de arándanos.
Bowman, a través de sus abogados, publicó una última declaración en un libro de poemas dos horas antes de su ejecución.
La familia Martin emitió un comunicado a los medios de comunicación de la zona de Charleston. «Nuestro corazón está con la familia (de Bowman), pero creemos que se ha hecho justicia. Sabemos por experiencia lo difícil que es perder a alguien».
Tras la ejecución de Bowman, el recluso condenado Brad Sigmon tenía prevista su ejecución para el 7 de marzo de 2025. Presentó una moción para suspender la ejecución mientras sus abogados obtenían el informe de la autopsia de la ejecución de Bowman. El informe reveló que Bowman recibió dos dosis de pentobarbital en lugar de la dosis única que afirmaba el Estado, y que pudo haber sentido conscientemente una sensación de ahogamiento mientras era ejecutado. La justicia no le dio la razón y finalmente fue ejecutado el día previsto mediante un pelotón de fusilamiento.